# 954 Li
954 Li, asteroid glavnog pojasa. Otkrio ga je Karl Wilhelm Reinmuth, 4. kolovoza 1921.

## Vanjske poveznice
- Minor Planet Center